# Zapping Zone
Zapping Zone est une émission télévisée d'origine française pour la jeunesse diffusée en direct et en quotidienne sur Disney Channel France de 1997 à 2005, et adaptée dans plusieurs pays étrangers depuis. 
Destiné à retenir les jeunes téléspectateurs de la chaîne entre deux diffusions de séries animées, le programme vise une forte interactivité entre les animateurs présents sur le plateau et les enfants récompensés de leurs contributions téléphoniques par des cadeaux. 
L'immense succès du programme accompagne le décollage de la chaine lors de son arrivée en France.

## Description
L'émission est diffusée tous les après-midi de 16 h 30 à 19 h sur Disney Channel pendant 8 ans. 
Entre chaque série diffusée, les deux animateurs (qui alternent chaque jour sur le plateau parmi les animateurs de la liste ci-dessous) divertissent les enfants pendant quelques minutes en parlant d'actualité, de cinéma, de sport, de jeux vidéo, de musique ou en les faisant jouer à des jeux originaux par téléphone pour gagner des cadeaux.
Le plateau de tournage est doté d'une structure de production révolutionnaire et unique en son genre, avec les outils de production (régie et machines) apparents. Les cadreurs et les assistants font partie littéralement du spectacle. 
Production interne de Disney Channel, Kevern Mapp en assume alors la direction artistique et Pascal Legeay la direction de la production. Zapping Zone et ses composantes (magazines internes sur le cinéma, sur les jeux vidéo, gags, etc.) disposent d'un budget global annuel estimé à une vingtaine de millions de francs.
Une deuxième version de Zapping Zone nommée Maxi Zapping Zone est également diffusée chaque mercredi matin de 9 h 30 à 12 h.

## Historique
Le 22 mars 1997, Disney Channel apparait en France. Deux jours plus tard, l'émission Zapping Zone, imaginée par Patrice Blanc-Francart et Laurent Villevieille, est lancée sur cette chaine.
À ses débuts, le tournage de l'émission s’effectue dans le studio d’Europe 1, à Paris sous la supervision technique de TDF.
En octobre 2000, alors que les plateaux de Zapping Zone sont transférés avenue Bosquet, les animateurs sont peu à peu remplacés par une nouvelle génération.
En 2002, Zapping Zone s’installe au sein des Disney Télévision Studios, un ensemble de plateaux de télévision de 1 000 m2 dont l’émission occupe un tiers. Ces studios de télévision se trouvent à l’intérieur du parc Walt Disney Studios. Ils sont inclus dans un complexe de télévision unique en Europe avec les locaux de Disney Channel, Jetix (devenue Disney XD) et la régie finale de la chaîne ainsi que des salles de doublages, de montages, de créations d'éléments 3D, etc. L’émission devient donc unique en Europe puisque les visiteurs du parc d’attraction peuvent ainsi assister au tournage de l’émission et découvrir les coulisses de la production. 
Le 2 novembre 2002 à 18 h, c'est sur le plateau de Zapping Zone, en compagnie de la chanteuse Priscilla, que sont lancées les trois nouvelles chaînes Disney Channel + 1 (programmes de Disney Channel avec une heure de décalage), Toon Disney (devenue aujourd'hui Disney Cinemagic) et Playhouse Disney (devenue aujourd'hui Disney Junior).
Pour la saison de 2004[réf. à confirmer], le plateau n’est plus visible aux visiteurs du parc, il occupe un autre plateau des Disney Télévision Studios, caché au public.
Après une huitième saison en France, l’émission s’arrête en juin 2005 pour laisser place à la rentrée 2006 à trois magazines : Extrasons (présenté par Willy Liechty), Wazakid (présenté par Joan Faggianelli) et Tousskissor (présenté par Fabienne Darnaud). 
En septembre 2005, une pétition pour le retour de Zapping Zone est créée plusieurs mois après sa dissolution. Disney Télévision France (l’entreprise qui gère les chaînes Disney françaises) répond sur le site officiel de la chaine qu'ils ont décidé « d’innover en lançant 3 nouveaux magazines » et explique ainsi aux fans que « les relations privilégiés avec les animateurs seront conservées ». De plus, la chaîne avance une autre raison : « Après 8 ans sur Disney Channel et après avoir été beaucoup copié, Zapping Zone se devait d’évoluer pour rester en phase avec ses téléspectateurs ».
En janvier 2007, les trois magazines sont retirés de la grille des programmes et Zapping Zone ne réapparaitra pas sur la chaine.

## Animateurs
- Philippe Rouault (1997)
- Mélanie Vaysse (1997-2002)
- Jérôme Anthony (1997-2003 + Maxi Zapping Zone)
- Gérald Ariano (1997-2004)
- Isabelle Desplantes (1997-2004 + Maxi Zapping Zone)
- Sylvère-Henri Cissé (1997-?)
- Bonnie (1997-?)
- Sabine Graissaguel (2000-2004)
- Géry Leymergie (2002-2004)
- Joan Faggianelli (2002-2005)
- Fabienne Darnaud (2002-2005)
- Willy Liechty (2003-2005)
- Cyril Féraud (2004-2005)

Cette émission a permis à certains de ces animateurs de commencer leur carrière à la télévision. Jérôme est devenu animateur sur M6 et W9, Gérald sur TF1 et LCI, Cyril sur France Télévisions (avec Slam notamment) et Joan sur Gulli. Mélanie est devenue la voix off de Zouzous sur France 5 puis est maintenant sur le site DémoJouets.com. Willy est devenu chroniqueur dans Morandini ! sur Direct 8 de 2009 à 2011 et continue d'animer sur Disney Channel (avec les Disney Channel Talents). Sabine et Géry, très complices dans cette émission, ont continué à animer plusieurs émissions ensemble sur France 2 et ont même participé ensemble à Fort Boyard.
D'autres personnes les accompagnaient lors de l'émission : Samuel Étienne (1999), Stefan Leyshon (1998-1999), Alex Goude (2003-2004), Romuald (actuellement sur NRJ) et Martin.

## Adaptations étrangères
Le concept français s'est ensuite exporté dans plusieurs pays dans le monde.
| Localisation    | Nom de l'émission | Nom de la chaîne diffusant l'émission |
| --------------- | ----------------- | ------------------------------------- |
| Grande-Bretagne | Studio Disney     | Disney Channel UK & Ireland           |
| Italie          | Live Zone         | Disney Channel Italia                 |
| Amérique latine | Zapping Zone      | Disney Channel Latin America          |

## Émissions liées
De 1997 à 2005, de nombreux programmes originaux de la chaine sont liés à Zapping Zone et présentés par des animateurs de cette émission : Art Attack (présenté par Philippe puis Cyril), Les Trésors du sixième sens (présenté par Isabelle), le jeu Code S-Pion (présenté par Joan et Fabienne), des émissions de télé-crochet pour enfants et des magazines sur le sport présentés par Joan. 
Lors de la saison 2003-2004, une sitcom nommée "Off Zone", diffusée en parallèle de Zapping Zone, met en scène les animateurs dans les coulisses de l'émission.

## Récompenses / distinctions
- 1998 : Ithème de la meilleure émission de divertissement[5]
- 1999 : Ithème de la meilleure émission pour enfants, et Ithème meilleurs animateurs[5]
- 2002 : meilleure émission pour enfants, vote du public[6]